# Apocnosis striata
Apocnosis striata är en skalbaggsart som beskrevs av Oliver Erichson Janson 1877. Apocnosis striata ingår i släktet Apocnosis och familjen Cetoniidae. Inga underarter finns listade i Catalogue of Life.